# محمد عرفان (بازیکن فوتبال)
محمد عرفان (انگلیسی: Muhammad Irfan؛ زادهٔ ۵ ژوئن ۱۹۸۴) بازیکن فوتبال اهل پاکستان بود.
وی همچنین در تیم‌های ملی فوتبال زیر ۲۳ سال پاکستان و پاکستان بازی کرده است.